# Ptychochromis oligacanthus
Ptychochromis oligacanthus is een  straalvinnige vissensoort uit de familie van cichliden (Cichlidae). De wetenschappelijke naam van de soort is voor het eerst geldig gepubliceerd in 1868 door Bleeker.
De soort staat op de Rode Lijst van de IUCN als bedreigd, beoordelingsjaar 2016.